# Luka Krivokapić
Luka Krivokapić (serbisch-kyrillisch Лука Кривокапић; * 7. Februar 2002 in Funchal, Portugal) ist ein serbischer Handballspieler.

## Karriere

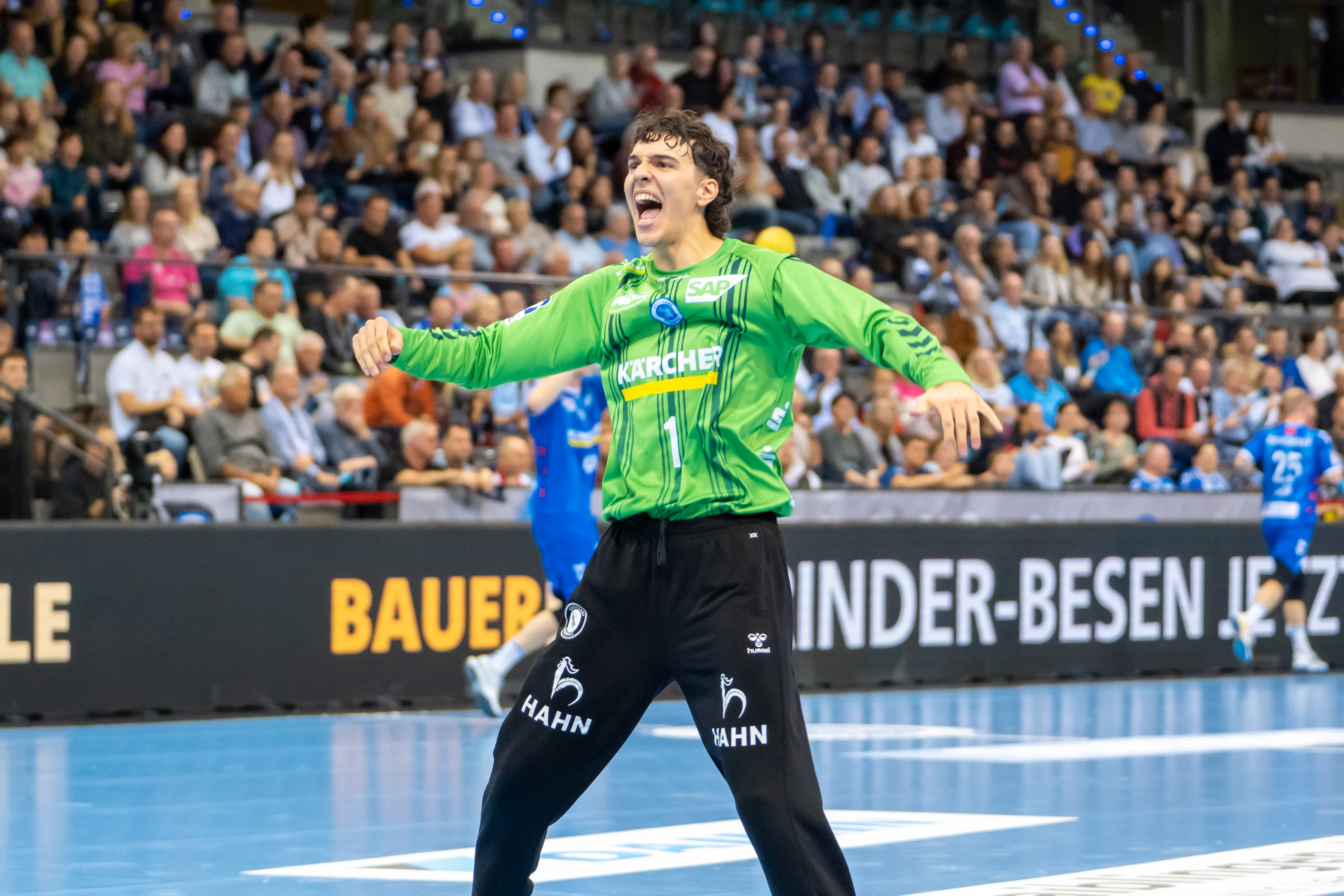
Luka Krivokapić in einem Spiel für den TVB Stuttgart im Oktober 2024

### Verein
Luka Krivokapić durchlief die Jugend von Pick Szeged in Ungarn. Mit Szeged konnte er 2021 und 2022 die ungarische Meisterschaft gewinnen und spielte auch in der EHF Champions League. 2023 wechselte er zum spanischen Erstligaaufsteiger CB Puerto Sagunto. Ab Sommer 2024 unterschrieb er einen Vertrag bis 2028 beim deutschen Erstligisten TVB Stuttgart. Zwischen Januar 2025 und Juni 2025 war er an den spanischen Verein Club Balonmán Cangas ausgeliehen. Darauf ist er eine Saison an Fraikin BM. Granollers geliehen und wird im Sommer 2026 nach Stuttgart zurückkehren.

### Nationalmannschaft
Mit der serbischen Junioren-Nationalmannschaft nahm er an der U21-Weltmeisterschaft 2023 in Deutschland und Griechenland teil, wo sie den 4. Platz belegten. Mit einer Quote von 36 % gehörte er zu den besten 5 Torhütern des Turniers.

## Privates
Sein Vater Marko Krivokapić, sein Onkel Milorad Krivokapić und sein Großonkel Radivoje Krivokapić haben ebenfalls Handball gespielt.